# Happy Lesson
Happy Lesson (Originalschreibweise: HAPPY★LESSON) ist ein Manga des Autors Sasaki Mutsumi und des Zeichners Shinnosuke Mori. Die Geschichte wurde unter anderem auch in zwei OVAs, einer dreizehnteiligen Anime-Fernsehserie und einer Hörspielserie umgesetzt. 
Der Manga erzählt die Geschichte eines Schülers, der zusammen mit fünf seiner Lehrerinnen wohnt. Die Serie ist eine Komödie, die auch dem Harem-Genre zuzuordnen ist.

## Handlung
Chitose Hitotose (仁歳 チトセ) lebte lange alleine im Haus seiner verschwundenen Eltern. Dann ziehen dort auch fünf seiner Lehrerinnen ein. Diese wollen ihm nun auch gute Mütter sein und kümmern sich ständig um ihn. Sie versuchen auf verschiedenste Weise, seine schulischen Leistungen zu verbessern, wie wissenschaftlichen Experimenten, Exorzismus und Sport. Des Weiteren treten von Hazuki Yazakura und Minazuki Rokumatsuri auf, alte Schulfreunde von Chitose. 
Im Manga wird Chitose durch Susumu Arisaka ersetzt, der eifriger und freundlicher ist.

## Konzeption
Obwohl die Serie dem Harem-Genre angehört, gibt es nur wenig Romantik und keinen gutherzigen „Herren“ über den Harem. Chitose ist eher Opfer der Anstrengungen der Lehrerinnen und keinesfalls Herr des Geschehens. 

## Veröffentlichungen

### Manga
Der Manga wurde im Dengeki G's Magazin beim Verlag MediaWorks von April 1999 bis September 2002 veröffentlicht und in zwei Sammelbänden zusammengefasst. Der erste Band des Mangas erschien in den USA und beide Bände in Deutschland bei Tokyopop. 

### Anime
Erstmals als Anime umgesetzt wurde der Manga 2001, als fünfteilige OVA. Der Hauptcharakter Susumu wurde durch Chitose Hitotose ersetzt. Produziert von KSS, wurden die ersten drei Folgen durch Studio Vignette unter der Regie von Takeshi Yamaguchi und dann Hideki Tonokatsu umgesetzt, Folge 4 durch Chaos Project unter der Regie von Ikkō Toshiba und Folge 5 durch Studio Kuma unter der Regie von Hiroaki Shimura. Das Charakter-Design stammt von Yasuhisa Katō und Yasuhisa Kato. Die OVA wurde unter anderem ins Englische übersetzt. 
Am 1. April 2002 folgte eine 13-teilige Fernsehserie namens Happy Lesson the TV, die wie auch die folgenden Serien von Studio Hibari animiert wurde. Regie führte Iku Suzuki. 2003 folgte die Fortsetzung als OVA, Happy Lesson Advance mit weiteren 13 Folgen. Zum Abschluss der Serie wurde 2004 die dreiteilige OVA Happy Lesson: The Final veröffentlicht bei der Toshihiro Ishikawa Regie führte. 

#### Synchronisation
| Rolle                | Japanischer Sprecher (Seiyū) |
| -------------------- | ---------------------------- |
| Chitose Hitotose     | Daisuke Kishio               |
| Kisaragi Ninomai     | Akiko Kimura                 |
| Satsuki Gokajo       | Kahoru Sasajima              |
| Yayoi Sanzein        | Kikuko Inoue                 |
| Mutsuki Ichimonji    | Ruri Asano                   |
| Fumitsuki Nanakorobi | Ryōka Shima                  |
| Uzuki Shitenno       | Kimiko Koyama                |

#### Musik
Für die erste OVA von Happy Lesson wurde als Vorspanntitel C’ von Hikari Okamoto und als Abspanntitel in den ersten drei Folgen Place von Gonin Mama, d. h. den fünf Synchronsprecherinnen (Ruri Asano, Akiko Kimura, Kikuko Inoue, Kimiko Koyama und Kahoru Sasajima) in ihrer Rolle, verwendet, in Folge 4 Wonderful Daisy von Ruri Asano, sowie in Folge 5 Stay von Kikuko Inoue.
Die Folgen der ersten Staffel beginnen mit Telescope (テレスコープ) von Sleepin’ Johnny Fish und enden mit Yume no Miyako Tokyo Life (夢の都TOKYO LIFE) von Akiko Nakagawa. Der Vorspann der zweiten Staffel war mit Radio Jack (RADIOジャック, RADIO jakku) von Sleepin’ Johnny Fish unterlegt, der Abspann mit Party (パーティー) von Millio. 
In der zweiten OVA mit Hikari Hitotsu Hirari (ひかりひとつひらり) von Sleepin’ Johnny Fish eröffnet und enden mit Paradise von Grace.

### Weitere Adaptionen
2000 erschien ein Spiel Happy Lesson – First Lesson (HAPPY★LESSON ～ファーストレッスン～, Happy Lesson – Fāsuto Resson) für die Konsole Dreamcast von Datam, das eine Bildershow, Interviews mit den Synchronsprechern, character songs (Lieder der Synchronsprecher in ihrer jeweiligen Rolle) und Minispiele enthält.
2001 erschien ein Adventure Novel von Datam für die Dreamcast.
Zwischen Oktober 2001 und Oktober 2003 wurden zu Happy Lesson in Japan neun Hörspiele veröffentlicht.